# بيلامي العضوي
بيلامي العضوي هو غذاء أسترالي عضوي بديل للبن الأطفال ومنتج طعام الأطفال، وهي تابعة كليا لبيلامي أستراليا (شركة تسمانيا بيور فودز المحدودة سابقًا).

## التاريخ
أسسها ديڤيد بيلامي في شمال تسمانيا عام 2003، وكان بيلامي مشارك أول في سوق الطعام العضوي، منتجا أول طعام عضوي معتمد للأطفال في أستراليا في عام 2013 وأول غذاء عضوي بديل للأطفال عام 2005.
حتى الآن بيلامي هو الأسترالي الوحيد الذي صنع غذاء عضوي بديل للبن الأطفال في السوق الأسترالي. أسسست الشركة على يد مجموعة صغيرة من المستثمرين بما فيهم عائلة بيلامي، واستحوذت عليها شركة بيور فودز التسمانية المحدودة في عام 2007. أعيد تسمية شركة بيور فودز التسمانية إلى بيلامي الأسترالية في يونيو 2014.
اندرجت بيلامي الأسترالية المحدودة (BAL) في تبادل الأسهم الأسترالية (ASX) في 5 أغسطس 2014. شهدت ارتفاع سعر الأسهم الأساسية انطلاقًا في الشركة معتمدا على «النجاح الإبداعي» بواسطة معلقون الصناعة المالية.
المديرة التنفيذية رفيعة المستوى ومديرة الإدارة سابقا لاورا مكبين كانت تدعى في 2013 سيدة الأعمال التسمانية تلسترا لهذا العام، وأصبحت تدعى سيدة الأعمال تلسترا لعام 2013 (خاص ومشترك). في ديسمبر عام 2016 انقطعت بيلامي الأسترالية عن تجارة الأسهم وتبعها ضجة كبيرة لأسبوعين في الجروب العضوي، حيث تم حذف نصف بيليون دولار من قيمتها في الجمعة 2 ديسمبر.
في أبريل عام 2017 تم تعيين العامل النشيط رفيع المستوى لدى بيلامي أندور كوهين كمدير تنفيذي دائم. وفي يونيو 2016 كوهين السابق لدى باين وكامباني تم تعيينه لمنصب مدير العمليات وموظف استراتيجي، قبل أن يعين المدير التنفيذي في يناير 2017 . كان تعيين المستشار المالي والمدير المالي نايجل أندروود مقفل في أبريل 2017. أندروود، كيوليس داونر المدير المالي لمتعهد النقل سابقا، تم تنصيبه لمنصب المدير المالي في يناير 2017 ثم أصبح دائما في هذا المنصب في أبريل 2018.
عينت بيلامي الأسترالية جون هو من جانشون للاستثمار في هونج كونج رئيس مجلس الشركات في مايو 2017.